# Житейские воззрения кота Мурра

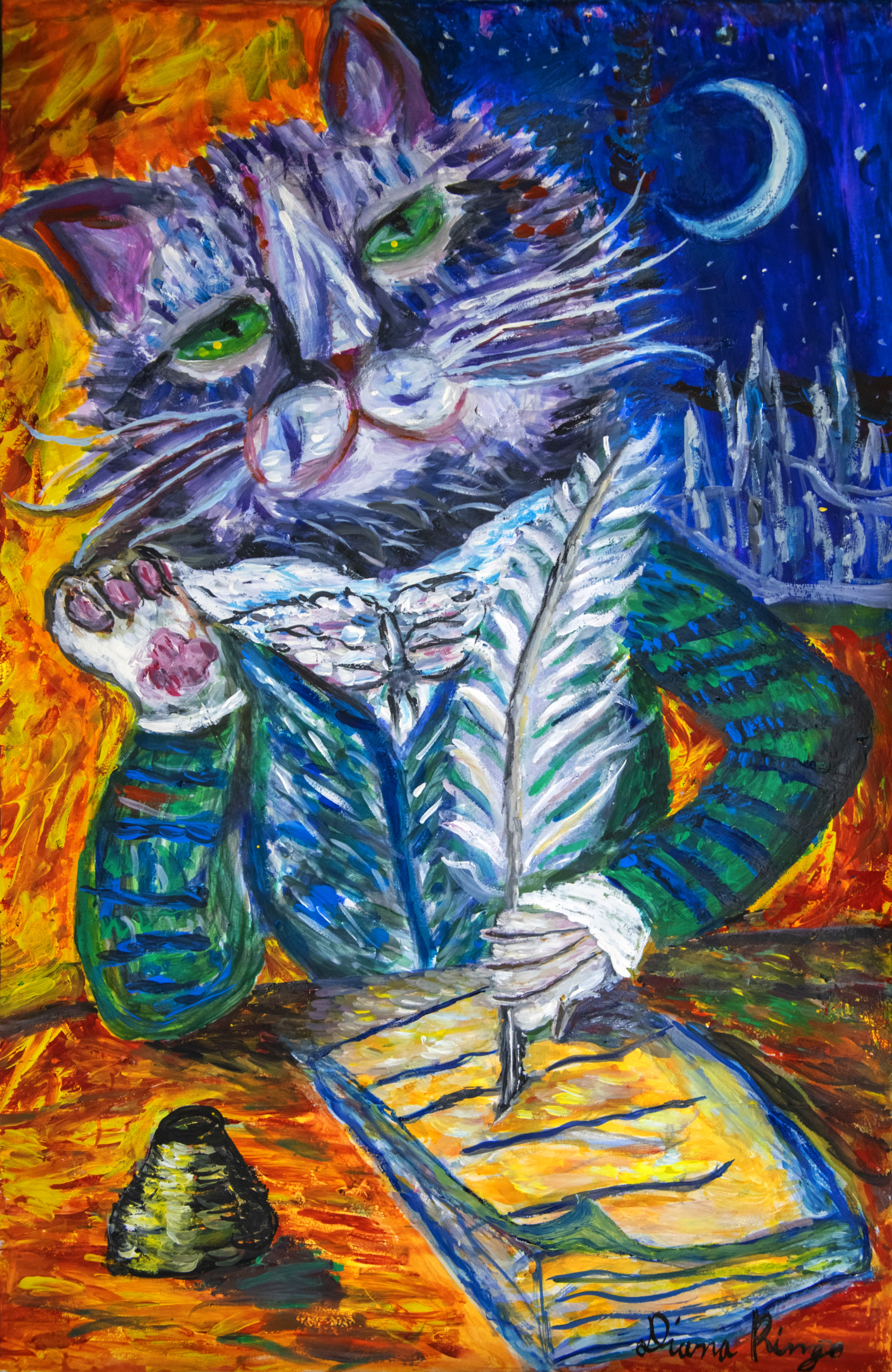
Кот Мурр

«Житейские воззрения кота Му́рра вкупе с фрагментами биографии капельмейстера Иога́ннеса Кре́йслера, случайно уцелевшими в макулатурных листах» (нем. Lebens-Ansichten des Katers Murr nebst fragmentarischer Biographie des Kapellmeisters Johannes Kreisler in zufälligen Makulaturblättern) — незаконченный сатирический роман немецкого писателя-романтика Э. Т. А. Гофмана, вышедший в двух томах в 1819 и 1821 годах. Произведение считается вершиной творчества писателя, объединяя в себе смешное и трагическое.

## Описание
Композиция романа представляет собой две независящие друг от друга сюжетные линии — «автобиография» кота Мурра и история жизни при дворе в карликовом немецком княжестве капельмейстера Иоганнеса Крейслера.
Как предупреждает с первых строк вымышленный издатель книги, предлагаемая книга является исповедью учёного кота Мурра, являющегося одновременно и автором, и героем. Однако, при подготовке книги к печати произошёл конфуз: когда к издателю стали поступать корректурные листы, то обнаружилось, что записки кота Мурра постоянно перебиваются обрывками совершенно постороннего текста. Оказалось, что кот, излагая свои житейские воззрения, рвал на части первую попавшуюся ему в лапы книгу из библиотеки хозяина, чтобы использовать выдранные страницы «частью для прокладки, частью для просушки». Под кошачьи лапы попало жизнеописание Иоганнеса Крейслера и по небрежности наборщиков эти страницы тоже были напечатаны.
Таким образом, жизнеописание гениального композитора представлено как макулатурные листы в кошачьей биографии. Здесь проявилась поистине гениальная фантазия Гофмана, которая оказалась способной придать горькой самоиронии такую форму.
Программный герой романа, Иоганнес, олицетворяет высшую правду. Рядом с ним в романе существует ещё художник — Абрагам Лисков — органный мастер, иллюзионист, пиротехник, устроитель праздников.
Крейслер — музыкант, а музыка, как считает Гофман и считали все йенцы, — «высший, самый романтический вид искусства». Особенность Крейслера по отношению к героям ранних произведений Гофмана в том, что он живёт не в мире поэтических грёз, а в реальной филистерской Германии. В поисках хлеба насущного он странствует от одного княжеского двора к другому, из одного города в другой. Ему «приходится чеканить из своего вдохновения золото, чтоб дольше протянуть нить своего существования», как написал Гофман в «Музыкальных страданиях капельмейстера Иоганнеса Крейслера» 1810 года.

## Незаконченность
Заглавный герой произведения имеет реальный прототип: у Гофмана какое-то время жил котёнок по кличке Мурр, которому Гофман и посвятил роман. Кот умер от болезни в возрасте четырёх лет, когда автор заканчивал работу над произведением. В послесловии романа сказано:
«Заключая второй том, издатель принужден известить благосклонного читателя о весьма прискорбном событии. Разумного, высокопросвещённого, философического и поэтического кота Мурра посреди его блистательного жизненного поприща настигла неумолимая смерть. Он испустил дух со спокойствием и стойкостью истинного мудреца в ночь с двадцать девятого на тридцатое ноября, после недолгих, но тяжких страданий».
Роман навлёк на автора подозрение в политической неблагонадёжности, что стало второй причиной завершения повествования Мурра, но там же Гофман указал, что собирается к пасхальной ярмарке 1822 года издать третий том с окончанием биографии Крейслера, афоризмами и замечаниями кота. Этому помешали правительственные обвинения против «Повелителя блох» и развитие у писателя смертельного паралича.
В Бамберге перед городским театром установлена статуя Гофмана с Мурром на руках.